# Jump Up!
Jump Up! è il ventiduesimo album (il sedicesimo in studio) del cantautore britannico Elton John, pubblicato il 9 aprile 1982.

## Descrizione
L'album, prodotto esclusivamente da Chris Thomas, venne registrato nell'isola caraibica di Montserrat (Air Studios) e a Parigi (Pathe Marconi Studios); il gruppo messa in evidenza durante le session era costituita da Jeff Porcaro alla batteria, Dee Murray al basso, James Newton Howard alle tastiere e Richie Zito alle chitarre. Pete Townshend suonava la chitarra in una canzone (Ball and Chain).
Il risultato artistico si mantiene su buoni livelli, ma per molti critici l'album non è all'altezza dei precedenti 21 at 33 e The Fox. Tra i brani stilisticamente più significativi occorre citare la commovente Empty Garden (Hey Hey Johnny), composta da Elton e Bernie Taupin in onore di John Lennon (assassinato due anni prima della pubblicazione dell'album). Notevoli risultano essere anche Legal Boys (prima, occasionale, collaborazione di Elton con il paroliere Tim Rice) e Where Have All the Good Times Gone?. I singoli estratti dall'LP furono, oltre alle già citate Empty Garden e Ball and Chain, Princess, All Quiet on the Western Front e la celeberrima Blue Eyes (numero 12 USA): spinto da quest'ultima , Jump Up! vede risollevare lievemente le vendite (numero 17 USA, numero 13 UK) e viene notato maggiormente rispetto alla produzione precedente. Bisognerà comunque attendere il successivo Too Low for Zero (1983) affinché Elton possa tornare a riscuotere un grande successo di critica e di pubblico.

## Tracce
I brani sono stati tutti composti da Elton John e Bernie Taupin, salvo dove notato diversamente.
1. Dear John (Elton John, Gary Osborne) – 3:28
2. Spiteful Child – 4:11
3. Ball and Chain (John, Osborne) – 3:27
4. Legal Boys (John, Tim Rice) – 3:08
5. I Am Your Robot – 4:42
  - Elton ha scritto i numeri seriali citati nella canzone[4]
6. Blue Eyes (John, Osborne) – 3:25
7. Empty Garden (Hey Hey Johnny) – 5:05
8. Princess (John, Osborne) – 4:55
9. Where Have All the Good Times Gone? – 3:58
10. All Quiet on the Western Front – 6:00

## B-side
| Brano                                                    | Formato                                                          |
| -------------------------------------------------------- | ---------------------------------------------------------------- |
| "Take Me Down to the Ocean"                              | Empty Garden 7" (US/UK)                                          |
| "Hey Papa Legba"                                         | Blue Eyes 7" (US/UK)                                             |
| "Where Have All the Good Times Gone (Alternate Version)" | All Quiet on the Western Front 7" (UK) / "Ball and Chain 7" (US) |
| "The Retreat"                                            | Princess 7" (UK)                                                 |

Hey Papa Legba fu registrata nelle session di 21 at 33 (1979).

## Outtakes
Tra le outtakes dell'album figurano i brani At This Time in My Life, Desperation Train, I'm Not Very Well, Jerry's Law, Moral Majority, Waking Up in Europe e The Ace of Hearts & the Jack of Spades, mai pubblicati ufficialmente.

## Formazione
- Elton John - voce, pianoforte
- Jeff Porcaro - batteria
- Dee Murray - basso, cori
- Richie Zito - chitarra
- Steve Holley - tamburello basco
- James Newton Howard - sintetizzatore
- Pete Townshend - chitarra (in Ball and Chain)
- Gary Osborne - cori